# Adoxia femoralis
Adoxia femoralis es un coleóptero de la familia Chrysomelidae. Fue descrita científicamente por primera vez en 1889 por Allard.